# Мгарський Спасо-Преображенський монастир (монета)
«Мга́рський Спа́со-Преображе́нський монасти́р» — пам'ятна монета номіналом 5 гривень, випущена Національним банком України, присвячена монастирю, заснованому в 1619 році на мальовничому узвишші правого берега річки Сула поблизу села Мгар, неподалік від міста Лубни. Мгарський Спасо-Преображенський монастир завжди відігравав важливу роль у духовному житті України. Тут було засноване православне церковне братство, а завдяки твердій позиції в боротьбі проти розширення унії на українських землях монастир швидко набув популярності і підтримки серед козацтва. Прикрасою монастирського комплексу є Спасо-Преображенський собор — один із визначних зразків архітектури доби українського бароко, споруджений наприкінці XVII ст. коштом гетьманів Івана Самойловича та Івана Мазепи.
Монету введено в обіг 21 травня 2019 року. Вона належить до серії «Пам'ятки архітектури України».

## Опис монети та характеристики
| Номінал грн. | Метал      | Маса, г | Діаметр, мм | Якість виготовлення       | Гурт     | Тираж, штук                                        |
| ------------ | ---------- | ------- | ----------- | ------------------------- | -------- | -------------------------------------------------- |
| 5            | нейзильбер | 16,54   | 35,0        | спеціальний анциркулейтед | рифлений | 40 000 (у тому числі 15 000 у сувенірній упаковці) |

### Аверс
На аверсі монети розміщено: угорі — малий Державний Герб України, ліворуч від якого напис «НАЦІОНАЛЬНИЙ», праворуч — «БАНК УКРАЇНИ»; на дзеркальному тлі — стилізовану композицію: фігури козака (ліворуч) та монаха (праворуч), фрагменти барокового ліплення (угорі та внизу); у центрі зазначено номінал — «5», під номіналом написи: «ГРИВЕНЬ» та рік карбування монети «2019»; унизу праворуч — логотип Банкнотно-монетного двору Національного банку України.

### Реверс
На реверсі монети розміщено панорамну композицію ансамблю споруд монастиря; написи: «МГАРСЬКИЙ СПАСО-ПРЕОБРАЖЕНСЬКИЙ МОНАСТИР» (угорі по колу) та «400/РОКІВ» (унизу); угорі ліворуч та внизу праворуч — декоративні барокові елементи з рослинним орнаментом.

15000 монет із загального тиражу було випущено у буклетах
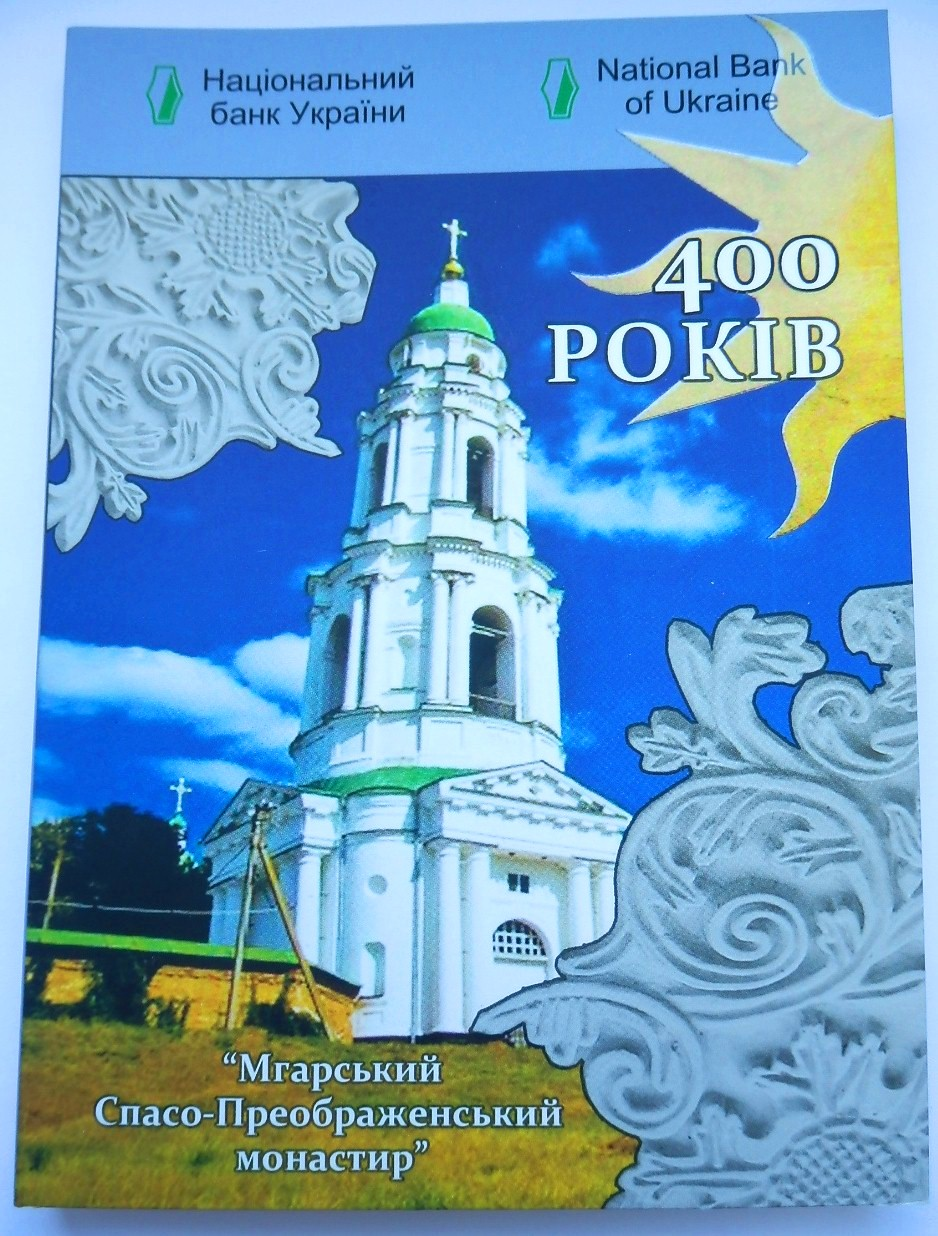
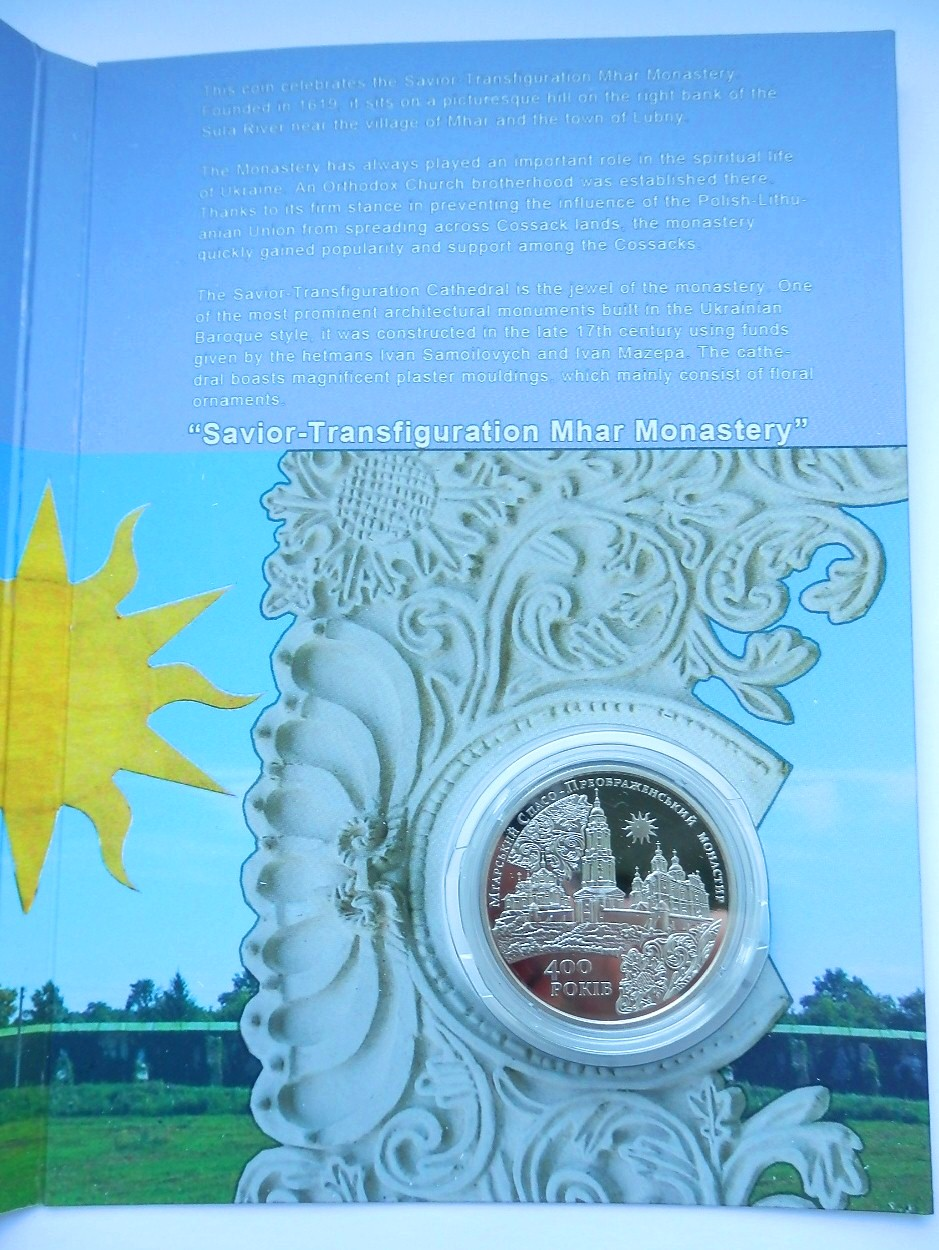
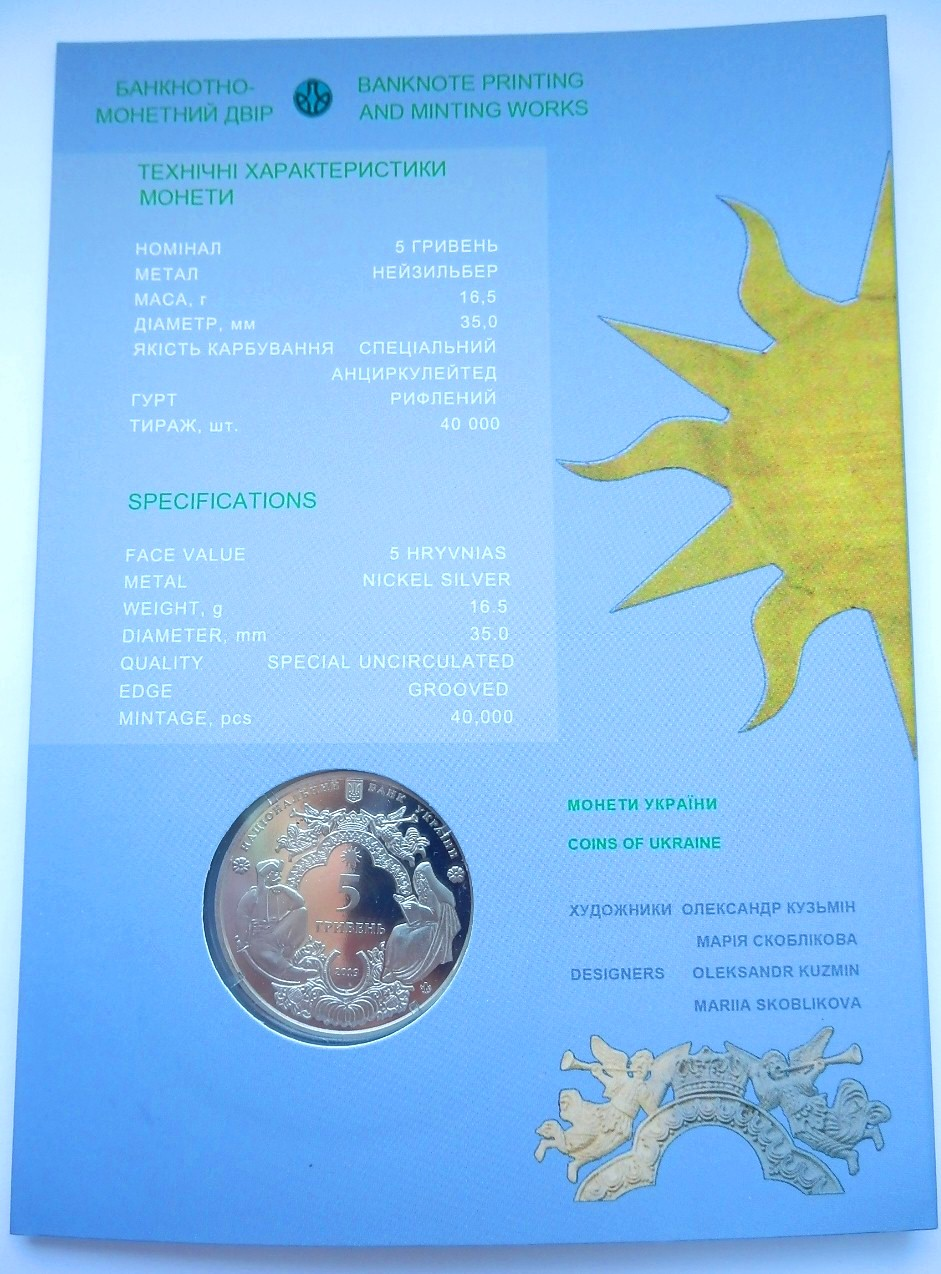

## Автори

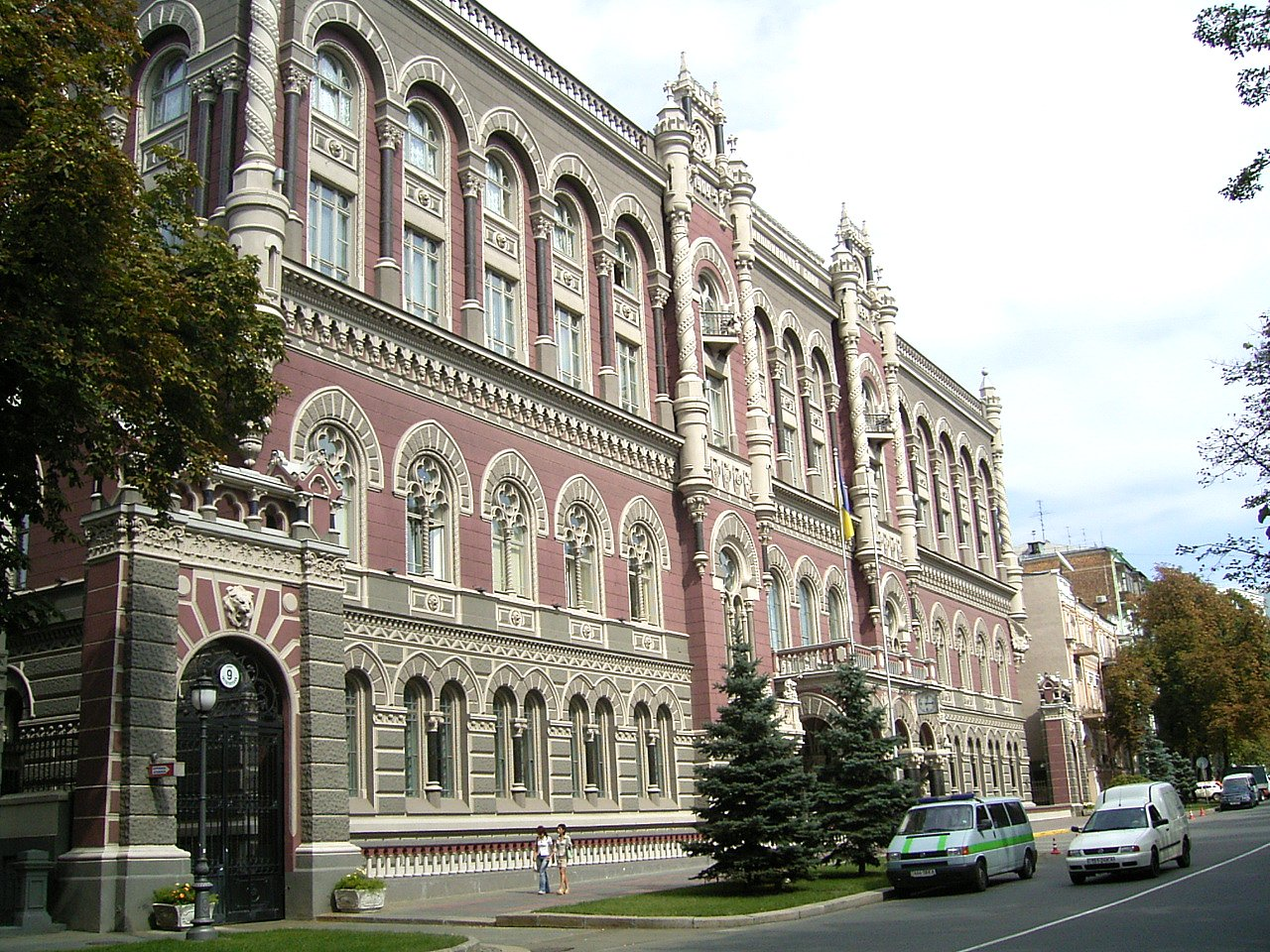
Будівля Національного банку України

- Художники: Кузьмін Олександр, Скоблікова Марія.
- Скульптори: Атаманчук Володимир, Іваненко Святослав.

## Вартість монети
Під час введення монети в обіг 2019 року, Національний банк України реалізовував монету за ціною 51 гривня.
Фактична приблизна вартість монети, з роками змінювалася так:
| Рік        | 2020 | 2021 | 2022 | 2023 | 2024 | 2025 |
| ---------- | ---- | ---- | ---- | ---- | ---- | ---- |
| Ціна, грн. | 75   | 90   | 100  | 145  | 280  | 280  |